# Somerset Lowry-Corry, 2. Earl Belmore
Somerset Lowry-Corry, 2. Earl Belmore (* 11. Juli 1774 in Dublin; † 18. April 1841 in Leamington Spa, Warwickshire) war ein irischer Adliger und Gouverneur von Jamaika.
Lowry-Corry war der zweite Sohn von Armar Lowry-Corry, 1. Earl Belmore, aus dessen erster Ehe mit Lady Margaret Butler, Tochter des Somerset Butler, 1. Earl of Carrick.
Von 1801 bis 1802 gehörte er als Abgeordneter für den Wahlkreis Tyrone dem britischen House of Commons an. Im Jahr 1802 erbte er den Titel Earl Belmore, da sein älterer Bruder bereits 1773 verstorben war. Von 1819 bis 1841 war er als irischer Representative Peer Mitglied des britischen House of Lords und hatte ab 1819 das Amt des Custos Rotulorum des Counties Tyrone inne. Von 1829 bis 1832 war er Gouverneur von Jamaika. Zudem war er Colonel der Miliz von Tyrone.

## Ehe und Nachkommen
Am 20. Oktober 1800 heiratete er seine Cousine Lady Juliana Butler, die zweite Tochter seines Onkels Henry Butler, 2. Earl of Carrick. Aus der Ehe gingen drei Kinder hervor.
- Armar Lowry-Corry, 3. Earl Belmore (1801–1845);
- Hon. Henry Thomas Lowry-Corry (1803–1873);
- Lady Sarah Lowry-Corry (*† 1806).